# Rijksbeschermd gezicht Broek in Waterland
Gezicht Broek in Waterland is een van rijkswege beschermd dorpsgezicht in Broek in Waterland in de Nederlandse provincie Noord-Holland. De procedure voor aanwijzing werd gestart op 15 november 1968. Het gebied werd op 21 april 1971 definitief aangewezen. Het beschermd gezicht beslaat een oppervlakte van 20,9 hectare.
Panden die binnen een beschermd gezicht vallen krijgen niet automatisch de status van beschermd monument. Wel zal de gemeente het bestemmingsplan aanpassen om nieuwe ontwikkelingen in het gebied te reguleren. De gezichtsbescherming richt zich op de stedenbouwkundige en cultuurhistorische waardering van een gebied en wil het toekomstig functioneren daarvan veiligstellen.